# Bernd Kießling (Fußballspieler)
Bernd Kießling (* 19. August 1942) ist ein ehemaliger deutscher Fußballspieler, der in Dresden Zweitligafußball bestritt.

## Sportliche Laufbahn
Im Alter von 20 Jahren begann Bernd Kießling 1962/63 seine 13-jährige Zweitligakarriere 1962/63 beim Oberliga-Absteiger SC Einheit Dresden. Er bestritt 13 der 26 Ligaspiele und erzielte ein Tor. Für die restlichen Punktspiele wurde er in der Bezirksligaelf der II. Mannschaft eingesetzt. Dort spielte Kießling auch während der gesamten Saison 1963/64. Danach war er durchgängig bis 1974 in der DDR-Liga vertreten. Bis zur Hinrunde der Spielzeit 1965/66 gehörte er zum Kader des SC Einheit Dresden, für den auf 45 DDR-Liga-Spiele gekommen war und dabei insgesamt fünf Tore erzielt hatte.
Im Januar 1966 wurde die Fußballsektion des SC Einheit Dresden in die neu gegründete Fußballsport-Vereinigung (FSV) Lokomotive Dresden eingegliedert, die den Ligaplatz des SC Einheit übernahm. Bernd Kießling konnte sich bei der FSV von Beginn an als Stammspieler etablieren und wurde hauptsächlich im Mittelfeld eingesetzt. Von den in seiner FSV-Zeit ausgetragenen 229 Ligaspielen bestritt Kießling 213 Partien, in denen er zu vier Torerfolgen kam. In drei Hauptrundenspielzeiten des FDGB-Pokals wurde er sechsmal aufgeboten.
Nachdem Bernd Kießling bei der FSV Lok ausgeschieden war, setzte er seine Fußballerlaufbahn als Freizeitkicker bei der BSG Wismut Pirna-Copitz in der drittklassigen Bezirksliga fort. Ende der 1970er-Jahre wurde er Manager bei Dynamo Dresden.